# Bayraktar VTOL
Die Baykar Bayraktar VTOL ist eine Drohne, die über die Fähigkeit verfügt, Senkrecht starten und landen zu können, also auch ohne Start- und Landebahn. Die Drohne wird von dem türkischen Hersteller Baykar Technology hergestellt.

## Entwicklung
Der türkische Rüstungshersteller Baykar Technology hat 2019 angekündigt, die Bayraktar VTOL zu entwickeln, eine kleine Drohne die zur Beobachtung, Überwachung und Informationsbeschaffung genutzt werden kann. Es wird angenommen, dass die Bayraktar VTOL später von der Türkischen Marine betrieben und vom Hubschrauber- und Drohnenträger Anadolu operieren soll.

## Fähigkeiten
- Voll automatischer Flug
- Vollständig autonom mit Sensorfusionsunterstützung
- Automatischer Start
- Automatische Landung
- Teilautonomer Flugmodus
- Drei redundante Flugsteuerungssysteme
- Elektro-Optisches (EO) Kameramodul[3]
- Infrarot (IR) Kameramodul
- Laser-Entfernungsmesser
- Lasermarkierer
- Digitale Datenverbindung
- Digitale Videoverbindung
- Vertikaler Start
- Vertikale Landung

## Technische Daten
- Spannweite: 5 m
- Länge: 1,5 m
- Kommunikationsreichweite: 150 km
- Reisegeschwindigkeit: 83 km/h (45 kn)
- Höchstgeschwindigkeit: 148 km/h (80 kn)[4]
- Einsatzflughöhe: ca. 2700 m (ca. 9000 ft)
- Maximale Flughöhe: ca. 4500 m (ca. 15000 ft)
- Flugdauer: 12 h
- Nutzlast: 5 kg
- Maximales Startgewicht: 50 kg

## Nutzerstaaten
- Türkei – Marine[5]